# California Pines (Californie)
California Pines est une census-designated place du comté de Modoc, dans l'État de Californie, aux États-Unis,. En 2020, elle compte une population de 473 habitants.